# Piaszczysta (Góry Izerskie)
Piaszczysta (niem. Hochstein, Leopoldsbaude, 784 m n.p.m.) –  wzniesienie w południowo-zachodniej Polsce, w Sudetach Zachodnich, w Górach Izerskich.
Wzniesienie w środkowej części Grzbietu Kamienickiego Gór Izerskich. Wyrasta pomiędzy Kamienicą na północnym zachodzie a Jastrzębcem na północnym wschodzie.
Zbudowane ze skał metamorficznych – gnejsów i granitognejsów, należących do bloku karkonosko-izerskiego, a ściślej jego północno-zachodniej części - metamorfiku izerskiego.
Cały masyw jest zalesiony.

## Turystyka
Na południe od szczytu przechodzi szlak turystyczny:
- niebieski - szlak z Świeradowa przez Sępią Górę, Rozdroże Izerskie na Jastrzębiec, Zimną Przełęcz, Bobrowe Skały, do Rybnicy i dalej